# Vahrn
Vahrn ([faˑrn]; italienisch Varna) ist eine Gemeinde mit 5033 Einwohnern (Stand 31. Dezember 2024) in Südtirol nördlich von Brixen (Italien).

## Geografie
Die Gemeinde Vahrn umfasst Gebiete im Eisacktal und weiträumige Flächen in den Sarntaler Alpen.

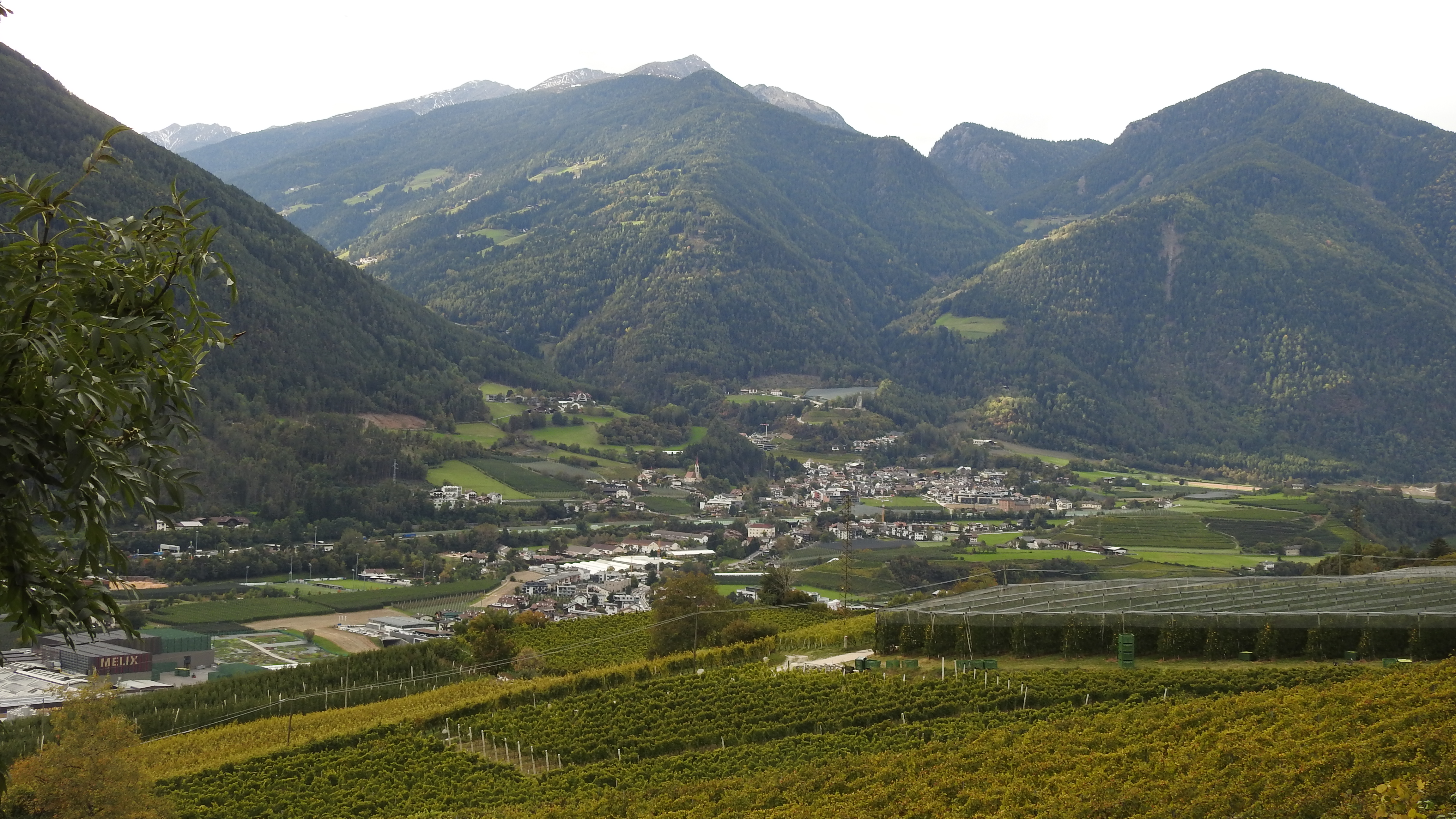
Der Hauptort Vahrn von Südosten, links dahinter der Eingang des Schalderer Tals, rechts das Spilucker Tal

Der zu Vahrn gehörende Bereich des Eisacktals befindet sich im Nordwesten des Brixner Talkessels am Ausgang des Wipptals. Der Hauptort Vahrn liegt auf 650 m Höhe auf der orographisch rechten, westlichen Seite des Eisack und nimmt dort den Schwemmkegel des Schalderer Bachs ein. Auf der gegenüberliegenden Flussseite befindet sich die Fraktion Neustift (600 m).
Im Westen des Gemeindegebiets erheben sich die Sarntaler Alpen, deren in Vahrn liegende Abschnitte durch das Schalderer Tal, das Spilucker Tal und das Flaggertal gegliedert werden. Das Schalderer Tal bietet der Fraktion Schalders (1150 m) Platz, das Spilucker Tal der kleinen Ortschaft Spiluck (1300 m); das Flaggertal, von dem nur der obere Abschnitt zu Vahrn gehört, ist hingegen unbewohnt. Überragt werden die drei Täler von zahlreichen Gipfeln, unter denen das Tagewaldhorn (2708 m), die Jakobsspitze (2741 m), die Karspitze (2517 m), das Schrotthorn (2590 m) und der Königsanger (2439 m) die bekanntesten sind.
Im Eisacktal grenzt die Gemeinde südlich an die Stadt Brixen, mit der Vahrn im Ortsteil Löwenviertel bereits zusammengewachsen ist. Im Osten verläuft die Grenze zu Natz-Schabs entlang der Hänge hinter Neustift und – weiter nördlich im oberen Bereich der Rigge – im Eisack. Hinter dem Vahrner See (712 m) im Norden des Gemeindegebiets stößt Vahrn an Franzensfeste, zu dem auch der untere Abschnitt des Flaggertals gehört. Weitere Nachbargemeinden in den Berggebieten der Sarntaler Alpen sind Sarntal, Klausen und Feldthurns.

## Geschichte
Eindeutige Siedlungsspuren aus der Vorzeit wurden am Nössingerbühel, im Löwenviertel, auf der Anhöhe Salern, auf dem Spilucker Burgstall sowie auf dem Schalderer Oberen Bödele gefunden. Der Ort liegt an der alten Brennerstraße und lag vermutlich bereits an der Via Raetia, wie Ausgrabungen auf den Feldern südlich des Augustiner-Chorherrenstiftes Neustift vermuten lassen.
Seit dem Mittelalter lebten Gastwirte und Handwerker vom regen Fuhrwerksverkehr auf der wichtigen Nord-Süd-Verbindung.
Mehrere Edelsitze, erbaut von Adeligen und hohen Beamten der Brixner Fürstbischöfe, verschönern noch das Dorfbild.
Mit der Eröffnung der Brennerbahn im Jahr 1867 erhielt der Ort eine Haltestelle und bis zum Beginn des Ersten Weltkrieges kamen von Mai bis Oktober vornehme Gäste aus Wien, München und anderen Städten, um sich im Schatten der Kastanienbäume zu erholen. Um das Jahr 1910 ließ ein Wiener Bankier das Hotel Salern errichten.
1929 wurde Vahrn um die bis dahin eigenständigen Gemeinden Neustift und Schalders vergrößert.

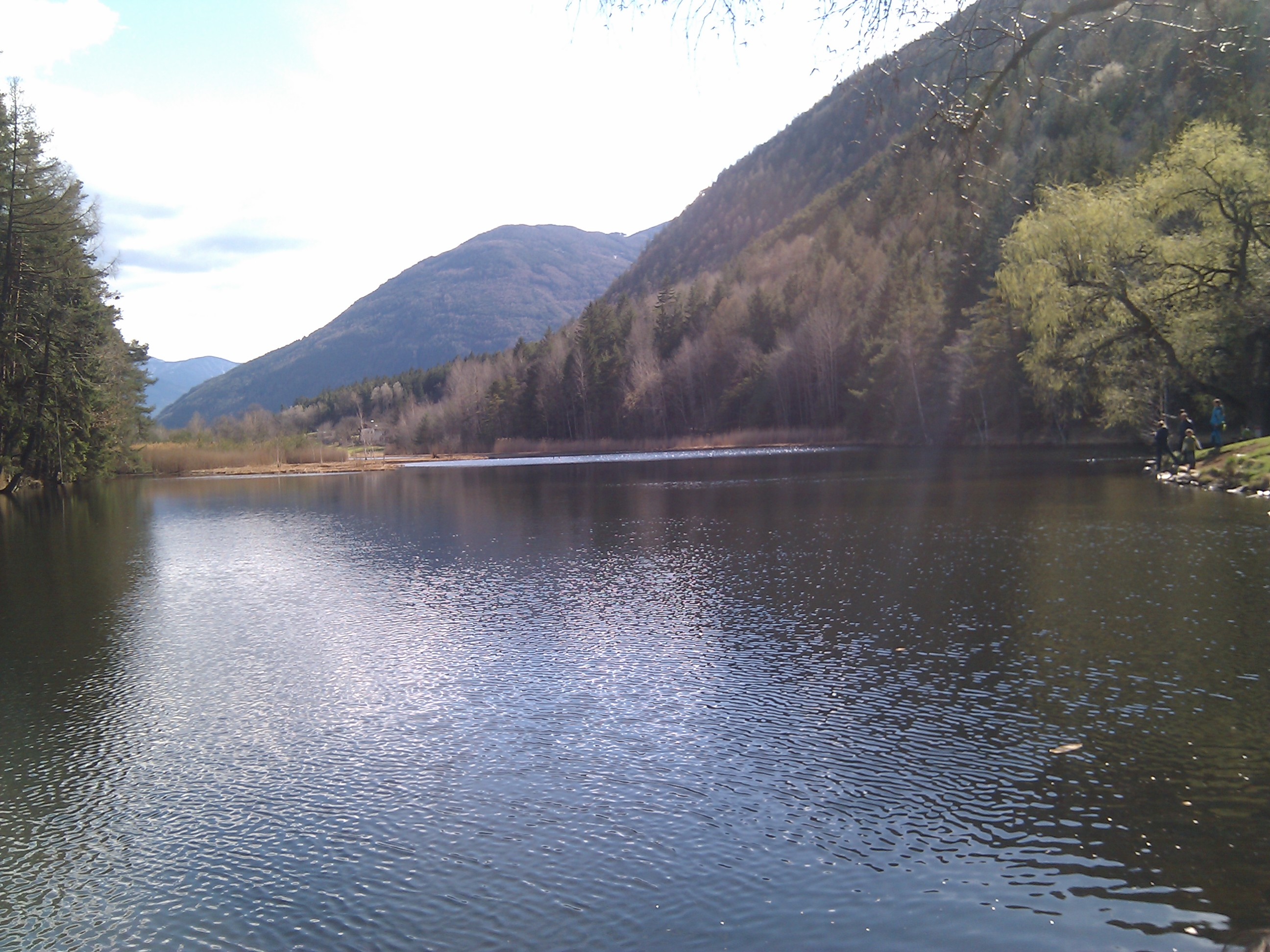
Der Vahrner See

Die Verbauung seit den 1970er Jahren hat das Dorfbild verändert. Neue Handwerker- und Gewerbezonen oberhalb von Brixen und auch in der Nähe der Autobahnausfahrt haben zum wirtschaftlichen Aufschwung des Dorfes beigetragen. Die Haltestelle der Bahn wurde inzwischen aufgelassen.
Der Schalderer Bach und der Vahrner See wurden als Erholungszonen unter Naturschutz gestellt.
Die Mehrzahl der Bauern hat sich auf den intensiven Obst- und Weinbau spezialisiert.
Der lang gezogenen Ortschaft von der Pustertaler Kreuzung bis zum Eingang des Schalderer Tales fehlte ein Dorfzentrum. Diese Funktion erfüllt in etwa das in den 1980er Jahren erbaute Haus Voitsberg als Sitz der Gemeindeverwaltung und der im Jahre 2007 errichtete Dorfplatz.

## Etymologie
Die frühesten Schriftzeugnisse sind lateinisch: 1005 „in loco Uarna“, 1060 „in loco Varina“, 1140 „ortum Farne“. Eine mögliche Deutung führt ein keltisches *uarina als Ausgangswort an. Im Keltischen ist *uar- ein häufiges Basismorphem für Hydronyme und verweist auf wasserreiche Gegenden. Der Name könnte demnach ein Flurname für das Gebiet der Vahrner Seen gewesen sein, welcher dann auch für die Siedlung benutzt wurde. Eine andere Theorie verweist auf den etruskischen Gentilnomen Varna, der in der Toskana mit zwei Orten namens Varna in Zusammenhang gebracht wird und über das nah verwandte Rätische auch in Vahrn als Ursprung angesetzt werden könnte.

## Politik

### Bürgermeister
Bürgermeister seit 1952:
- Walter Volgger: 1952–1964
- Anton Jöchler: 1964–1965
- Willi Huber: 1965–1969
- Emil Burger: 1969–1990
- Wilhelm Überbacher: 1990–1995
- Josef Sigmund: 1995–2010
- Andreas Schatzer: seit 2010

### Wappen
Das gevierteilte Wappen mit dreifachem, weißblauem Wolkenfeh und roten Feldern war das Wappen der Ritter von Voitsberg, die um 1173 die Burg Voitsberg bei Vahrn erbauten. Diese wurde 1277 vom Brixner Bischof Bruno von Kirchberg geschleift.

## Bevölkerung
Vahrn ist gemäß den erhobenen Sprachgruppenzugehörigkeitserklärungen bzw. Sprachgruppenzuordnungserklärungen eine mehrheitlich deutschsprachige Gemeinde. Als Berechnungsgrundlage der folgenden Prozentwerte wurden die gültigen Erklärungen von Personen mit italienischer Staatsbürgerschaft herangezogen.
| Sprache     | 1981    | 1991    | 2001    | 2011    | 2024    |
| ----------- | ------- | ------- | ------- | ------- | ------- |
| Deutsch     | 87,32 % | 88,01 % | 87,86 % | 87,80 % | 83,39 % |
| Italienisch | 11,99 % | 11,09 % | 11,17 % | 11,18 % | 15,45 % |
| Ladinisch   | 0,69 %  | 0,91 %  | 0,97 %  | 1,02 %  | 1,16 %  |

## Bildung
In der Gemeinde gibt es öffentliche Bildungseinrichtungen für die deutsche Sprachgruppe. Drei Grundschulen befinden sich im Hauptort Vahrn, in Neustift und in Schalders. Im Kloster Neustift ist eine als Internat eingerichtete Außenstelle der Mittelschule „Oswald von Wolkenstein“ mit Hauptsitz in Brixen angesiedelt. Mit der Fachschule für Land- und Hauswirtschaft „Salern“ besteht in Vahrn auch ein weiterführendes Angebot.
Das Bildungshaus Kloster Neustift bietet zudem vielfältige Weiterbildungsmöglichkeiten.

## Verkehr
Das Gemeindegebiet wird in erster Linie von der A22, deren Ein- und Ausfahrt Brixen-Pustertal nördlich des Vahrner Dorfzentrums gelegen ist, und der SS 12 für den Kraftverkehr erschlossen. Im Ortsbereich wurde die SS 12 im Rahmen eines Umfahrungsprojekts neu trassiert; seither verläuft sie dort weitgehend in zwei 2024 eröffneten Tunneln. Von der SS 12 zweigen im Vahrner Gemeindegebiet die SS 49 und die SS 49 bis Richtung Pustertal ab. 
Auch die Brennerbahn und die Radroute 1 „Brenner–Salurn“ durchqueren Vahrn von Nord nach Süd.

## Wirtschaft
Besonders in der Fraktion Neustift wird Weinbau betrieben, Leitrebe ist die Silvanerrebe.
Das Gewerbegebiet liegt im Süden der Gemeinde, an der Staatsstraße, vor der Brixner Gemeindegrenze. Größter Betrieb ist der Milchhof Brixen (Brimi).

## Sehenswertes

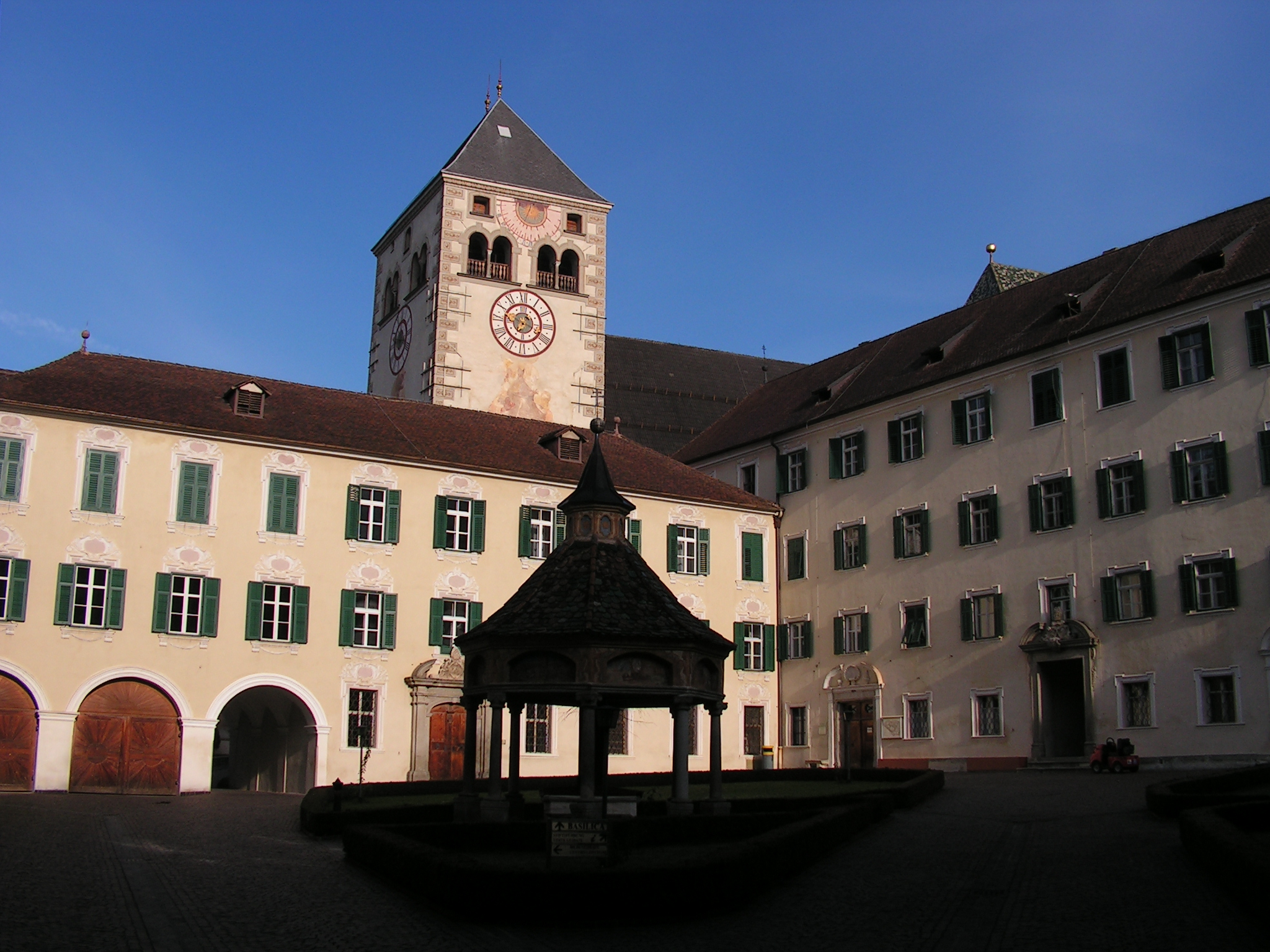
Kloster Neustift

Überragt wird die Ortschaft von der Burgruine Salern, dem Rest einer im 13. Jahrhundert von Bischof Bruno erbauten Burg. Die sehenswerte Pfarrkirche mit dem spitzen gotischen Turm wird nachts von Scheinwerfern angestrahlt. In der Ortschaft Neustift befindet sich das bekannte Kloster Neustift der Kongregation der österreichischen Augustiner-Chorherren mit angeschlossenem Internat.

## Söhne und Töchter der Gemeinde
- Bartl Seyr (1890–1955), Kameramann
- Renato Mocellini (1929–1985), Bobfahrer
- Eva Schatzer (2005), Fußballspielerin

## Mit Vahrn verbundene Persönlichkeiten
- Erich Bry (1887–1976), Notar und Heimatforscher